# 公共衛生部 (厄瓜多)
公共衛生部（西班牙語：Ministerio de Salud Pública）是厄瓜多負責管理、規劃和協調公共衛生事務的政府部門。於1967年6月16日由厄瓜多制憲會議創立，首任部長為塞薩爾·阿科斯塔。在該部成立前，厄瓜多是美洲唯一沒有負責掌管相關事務部門的國家。

## 外部連結
- 公共衛生部 （页面存档备份，存于）（西班牙文）